# عشق و جزا
عشق و جزا (به ترکی استانبولی: Aşk ve Ceza) مجموعۀ تلویزیونی در ژانر درام و اکشن ساخت ترکیه است. نورگل یشیلچای، مراد ییلدیریم و فریده چتین در آن به ایفای نقش پرداخته‌اند. این مجموعه در استانبول، بودروم و وان فیلم‌برداری شده‌است. از سال ۲۰۱۱ این مجموعۀ تلویزیونی در بیش از ۴۳ کشور پخش شده‌است. در سال ۲۰۱۱، در بوسنی و هرزگوین در FTV، کرواسی در کانال 2 Nova TV و رومانی در کانال M Kanal D. در صربستان از ۸ ژانویه ۲۰۱۳ در 1PRVA پخش شد. در گرجستان از TV Maestro پخش این مجموعۀ تلویزیونی را در تاریخ ۱۵ آوریل ۲۰۱۳ و ۱۷ ژانویه ۲۰۱۴ از کانال Planet TV اسلوونی آغاز کرد. و از ۲۸ اوت ۲۰۱۷ دوباره توسط FTV بوسنیایی پخش شد.

## خلاصۀ داستان
زن ۲۹ ساله‌ای به نام یاسمین (نورگل یشیلچای) کارمند یک شرکت تبلیغاتی است. او در صدد ازدواج با محمد است ولی یک هفته قبل از ازدواج با او می‌فهمد که نامزدش به او خیانت کرده‌است. بعد از این رابطه یاسمین باورش به عشق و ازدواج را از دست می‌دهد و به بودروم بر می‌گردد تا با مادرش زندگی کند یاسمین در یک بار با مردی به نام ساواش آشنا می‌شود و او را به شدت تحت تأثیر قرار می‌دهد یاسمین یک شب را با ساواش می‌گذراند ولی روز بعد ساواش را رها می‌کند. یاسمین از ساواش باردار می‌گردد و دچار افسردگی شده، می‌خواهد سقط جنین کند ولی مادرش نمی‌گذارد. سرانجام یاسمین زایمان می‌کند و در فکر فروش بچه‌اش است اما از تصمیم خود منصرف می‌شود .ساواش بالدار خان قبیله بالدار هاست که طی یک تصادف پدر و برادرش را از دست می‌دهد. چیچک دختر احمد موران خان قبیله موران هاست. احمد موران که پسرش یاووز داماد ساواش مظفر را می‌کشد و راهی زندان می‌شود. کمال برادر ساواش با چیچک ازدواج می‌کند و کمال و پدرش حاسیب در تصادف می‌کنند و کشته می‌شوند و ساواش به اجبار با چیچک ازدواج می‌کند. ساواش طی یک قرارداد با شرکت تبلیغاتی به ریاست فردی به نام بورا نویان دوباره یاسمین را می‌بیند. ساواش و یاسمین دوباره به هم می‌رسند و اتفاقاتی طی رابطه‌شان برایشان می‌افتد.

## بازیگران و شخصیت‌ها
| بازیگر          | شخصیت                                |
| --------------- | ------------------------------------ |
| نورگل یشیلچای   | یاسمین اوستون بالدار; قهرمان اصلی زن |
| مراد ییلدیریم   | ساواش بالدار; قهرمان اصلی مرد        |
| فریده چتین      | چیچک موران بالدار                    |
| تومریس اینجر    | شاهنور بالدار                        |
| زینب بشرلر      | نادیا                                |
| جانر کورتاران   | محمد; آنتاگونیست                     |
| گوکچه یانارداغ  | نازان بالدار نویان                   |
| اوکتای گورسوی   | جم                                   |
| کرم آتابیک‌اوغلو | پالا عبدالقادر                       |
| سنور نوگایلار   | لیلا اوستون                          |
| نازان کسال      | سوگی                                 |
| جنک ارتان       | بورا نویان; آنتاگونیست               |
| خلیل کومووا     | احمد موران; آنتاگونیست اصلی فصل اول  |
| ارکان بکتاش     | یاووز موران; آنتاگونیست اصلی فصل دوم |
| علی ییگیت       | کمال بالدار                          |
| تانر بارلاس     | هاسیپ بالدار                         |
| بلیت اوزوکان    | مژده                                 |
| انیس آنکان      | آلپای                                |
| ایشیل دای‌اوغلو  | ستاره                                |
| ملتم پامیرتان   | اندام                                |
| غمزه توپوز      | دریا                                 |
| سینان توزکو     | هاکان                                |
| امراه الچیبوگا  | اشرف                                 |
| آهو یاغتو       | پلین                                 |
| علیهان آراچی    | هالدون                               |
| اوزلم کانکر     | سیدا                                 |
| نالان یاووز     | فیدان                                |